# Felix Wilbrink
Felix Johannes Wilbrink (Utrecht, 22 oktober 1955) is een Nederlands culinair journalist.

## Biografie
Wilbrink was 46 jaar werkzaam als journalist bij dagblad De Telegraaf/Het Nieuws van de Dag. Na jarenlang Kunstredactie en TV-Weekeinde, schreef hij naast de culinaire rubriek in VRIJ twaalf jaar lang elke dag een recept met een verhaaltje in De Telegraaf. Daarnaast had hij een eigen programma op het YouTube-kanaal van deze krant: Felix Fileert. Daarin kookte hij met leerlingen van onder andere Het Amsterdamse Proeflokaal.
In 2022 werd hij benoemd tot Ridder in de Orde van Oranje-Nassau.

## Boeken
- Ruiken Proeven Koken (2005), uitgegeven door De Telegraaf
- De moed om smaak te hebben (2006), Fontaine Uitgevers
- Pascal proeft (2009), medeauteur, Fontaine Uitgevers
- Familierecepten (2015), Betram de Leeuw Uitgevers

## Uitspraken
- "Geroosterde ananas is zo verschrikkelijk lekker!"[bron?]
- "Het geheim van de Duitse keuken, waarom we dat altijd zo lekker vinden, is een theelepeltje suiker in het eten."[bron?]
- "Johannes van Dam heeft zich dood gegeten omdat hij te veel zout binnenkreeg."[bron?]

## Trivia
- Wilbrink was jurylid bij vele kookwedstrijden.